# Examen de ingenios
Examen de ingenios es un libro del escritor y ensayista español José Manuel Caballero Bonald, publicado por primera vez en 2017.

## Descripción
La obra, publicada en 2017 por la editorial española Seix Barral, reúne, en palabras del autor, «un centón de retratos de escritores y artistas hispánicos» por cuya obra se sintió atraído en algún momento. Firmado en la playa gaditana de Montijo en febrero de 2017, el libro ofrece breves retazos biográficos salpimentados en ocasiones del relato de experiencias compartidas por el biografiado y el autor. Esta faceta de la obra ha sido destacada por la crítica, que considera que le permite «transmitir una visión muy personal que acaba calando en el lector», si bien propicia que termine por caer en «la monotonía, el esquema». Rubio Jiménez y Serrano Asenjo consideran Examen de ingenios una «presentación decantada de toda su trayectoria de lector y crítico».